# Slovenski biografski leksikon
Slovenski biografski leksikon (SBL) slovenski je nacionalni leksikon koji donosi životopise osoba značajnih za razvitak slovenskog društva i kulture.

## Povijest
Rad na leksikonu započeo je 1922. godine pod okriljem Zadružne gospodarske banke, a prvi svezak objavljen je 1925. godine. Nakon Drugog svjetskog rata izdavanje leksikona preuzima Slovenska akademija znanosti i umjetnosti. Urednici leksikona bili su Izidor Cankar, Fran Ksaver Lukman, France Kidrič, Alfonz Gspan, Fran Petre i Jože Munda. Izdavanje leksikona dovršeno je 1991. godine. Mrežna inačica objavljena je 2009. godine, a drugo izdanje leksikona, Novi slovenski biografski leksikon (NSBL), započelo je objavljivanjem prvog sveska 2013. godine. Glavna urednica novog izdanja je Barbara Šterbenc Svetina.

## Sadržaj
Slovenski biografski leksikon temeljno je slovensko biografsko referentno djelo. Sastoji se od 5031 članka koji predstavljaju 5500 Slovenaca, ali i drugih značajnih osoba koje su rođene, ili su na neki drugi način povezane sa Slovenijom. Obuhvaća četiri knjige podijeljene u 16 svezaka:
Prva knjiga: 1. svezak: Abraham – Erberg (1925.), 2. svezak: Erberg – Hinterlechner (1926.), 3. svezak: Hinterlechner – Kocen (1928.), 4. svezak: Kocen – Lužar (1932.)
Druga knjiga: 5. svezak: Maas – Mrkun (1933.), 6. svezak: Mrkun – Petejan (1935.), 7. svezak: Peterlin – Pregelj (1949.), 8. svezak: Pregelj – Qualle (1952.)
Treća knjiga: 9. svezak: Raab – Schmidt (1960.), 10. svezak: Schmidt – Steklasa (1967.), 11. svezak: Stelè – Švikaršič (1971.)
Četvrta knjiga: 12. svezak: Táborská – Trtnik (1980.), 13. svezak: Trubar – Vodaine (1982.), 14. svezak: Vode – Zdešar (1986.), 15. svezak: Zdolšek – Žvanut (1991.), 16. svezak: Imensko kazalo (1991.)
Leksikon je dostupan na mreži u okviru portala Slovenska biografija.

## Vanjske poveznice
Mrežna mjesta
- Slovenska biografija, stranice mrežnog izdanja Slovenskog biografskog leksikona